# Thierry Sabine
Thierry Sabine, né le 13 juin 1949 à Boulogne-Billancourt et mort dans un accident d'hélicoptère le 14 janvier 1986, à Gourma-Rharous (Mali) lors du Paris-Dakar, est un pilote de rallye français, fondateur du Rallye Paris-Dakar et de l'Enduro du Touquet.

## Biographie

### Enfance et formation (1949-1970)
Thierry Sabine naît le 13 juin 1949 à Boulogne-Billancourt. Son père Gilbert Sabine (1921-2019), est un chirurgien-dentiste réputé au Touquet, où Thierry Sabine fit ses premières armes d'organisateur de courses en créant l'Enduro du Touquet (au décès de son fils, Gilbert Sabine reprendra à son compte l'organisation du rallye Paris-Dakar jusqu'en 1993).
Thierry Sabine suit les cours de l'École française des attachés de presse (EFAP), dont il obtient le titre d'attaché de presse.

### Début de carrière (1969-1975)
En 1969, Thierry Sabine commence par être lui-même pilote de rallye : il termine deuxième du Rallye National du Touquet avec son père Gilbert Sabine comme coéquipier sur une Alpine A110 1300.
En 1970, il remporte deux rallyes nationaux avec Bernard Surre : le Rallye National de Picardie sur Alpine A110 et le Rallye National de Lorraine sur Porsche 911 S. Il termine cette saison deuxième du Critérium National des Rallyes (alors nom du championnat National D2), derrière Jean-Louis Clarr.
Dès l'année suivante, il court en rallye « Inter ». En 1973, il remporte le Rallye International de Picardie avec Willy Huret sur une Alpine A110 1800.
En 1971, à l'âge de 22 ans, il entame une carrière sur circuits (8e des 3 Heures du Mans sur Porsche 911 S) qui durera jusqu'en 1983 lors des 24 Heures de Spa. En 1974, il participe aux 6 Heures de Monza avec Jean Ragnotti sur Porsche Carrera.
Il est consacré Champion de France des circuits, sur la Porsche Carrera 3L RSR du garagiste-préparateur Louis Meznarie[source insuffisante].
Venant de terminer une école de journalisme, il est embauché par la ville du Touquet-Paris-Plage comme attaché de presse avec pour mission, dans le cadre de la politique des « Quatre saisons », de trouver des activités attractives pour animer la période d'hiver.

### Organisateur, pilote et attaché de presse (1975-1976)
Thierry Sabine crée en février 1975 pour la ville du Touquet, dont le Maire est alors Léonce Deprez, un événement qui fait vivre la ville en hiver, le temps d'un weekend : l'Enduro du Touquet, une compétition de motos avec un départ en ligne sur la plage. Au fil des années cette course, unique en France, fera l'objet d'un développement important (en février 2023, a eu lieu le 47e Enduro du Touquet, rebaptisé depuis quelques années Enduropale, toujours couvert par La Voix du Nord avec en plus de nombreux partenaires commerciaux).
Il participe aux 24 Heures du Mans en 1975 (17e avec Aeschlimann et Dagoreau) et en 1976 (13e cette fois avec Jean-Claude Andruet et toujours Dagoreau, encore sur une Porsche 911 Carrera RSR).
Thierry Sabine est l'attaché de presse de la station du Corbier, aux couleurs de laquelle il court plusieurs courses de production et rallyes en France. En 1976, il remporte le Rallye International Le Touquet avec Dominique Surre sur Porsche 911 Carrera RSR.
Il s'occupe également des relations-presse du groupe musical Il était une fois, qui est alors en pleine heure de gloire.

### À l'origine du Dakar (1977-1978)
Thierry Sabine participe en janvier 1977 au Rallye Abidjan-Nice à moto, en équipe avec trois amis : Dominique Sauvêtre, Patrick Schaal et Uwe Ommer. Ils ont comme assistance un véhicule conduit par Frédéric Harrewyn. Il s'égare dans le désert à la frontière du Ténéré et de la Libye, au lieu-dit « La montagne noire », abandonne sa moto en panne d'essence, marche à pied pendant trois jours sans eau ni vivres. Il est récupéré in-extremis le 14 janvier 1977 par Jean-Michel Sinet, le pilote du petit avion envoyé par l'organisateur Jean-Claude Bertrand. Il est très marqué par cette expérience pendant laquelle il a pensé ne pas s'en sortir, mais tombe amoureux à ce moment-là de l'Afrique et du désert. Thierry Sabine déclare même dans une interview : « C'est une expérience que je ne souhaite pas à mon pire ennemi, mais je ne regretterai jamais ». 
Au retour du Rallye, son ami Uwe Ommer, photographe de mode connu, organise une soirée dans son studio-loft à Paris, mêlant ses amis du Rallye et des gens de la mode. Thierry Sabine y rencontre un mannequin de haute couture, Diane Thierry-Mieg, eurasienne, avec qui il a un véritable coup de foudre. Thierry Sabine et Diane Thierry-Mieg se marient en novembre 1977, à l'Église de l'Annonciation à Paris.
En 1978, Il continue les courses de production sur circuit avec une Ford Capri et participe au Tour de France automobile. En juin 1978, il lance la Croisière Verte, une traversée à moto de la France par les petits chemins, qui va du Touquet à Sète. Simultanément, il travaille avec Jean-Claude Bertrand à l'élaboration d'un Rallye en Amérique du Sud, celui-ci ayant comme désir de lancer des rallyes à travers cinq continents. Mais l'organisation de cette épreuve outre-Atlantique étant difficile et Jean-Claude Bertrand ne voulant pas faire un troisième épisode en Afrique, Thierry Sabine se décide à organiser un nouveau Rallye en Afrique, mais dans l'autre sens, en partant de Paris pour arriver à Dakar.
Thierry Sabine a suivi les cours de l'EFAP (École Française d'Attaché de Presse), d'où ses idées d'un Paris-Dakar avec un départ spectaculaire de la capitale, en face de la Tour Eiffel et une arrivée dans une autre capitale, celle du Sénégal.

### Création du Paris-Dakar et d'autres épreuves (1978-1986)
Le 1er Paris-Dakar se déroule du 26 décembre 1978 au 14 janvier 1979. Cette première édition du Rallye Dakar est organisée par une poignée de personnes : Thierry Sabine, son épouse Diane qui l'épaulera dans toutes ses activités tout en continuant son métier de mannequin, et trois autres intervenants, Patrick Verdoy, François Vincent et Joëlle Ilous. Le premier sponsor du Paris-Dakar est la marque de jus de fruits Oasis, les premières couvertures-médias seront Paris Match et VSD, et la première couverture-radio sera RTL avec Max Meynier et son émission Les routiers sont sympas.
C'est une épreuve où les amateurs ont toutes leurs chances ainsi que les deux roues motrices. L'équipage Nollan-Hayat participera même aux deux premiers Paris-Dakar sur une KZ Renault (de 1926) et terminera dans les temps au premier. Un autre équipage Therage-Chamagne fera la course en 504 spéciale...
Entre la fin des années 1970 et le milieu des années 1980, le Paris-Dakar devient en l'espace de quelques années la compétition la plus marquante, mêlant motos, automobiles et camions, sans oublier les buggys, les side-cars et autres prototypes.
En 1984, Thierry Sabine et Diane Thierry-Mieg se séparent, le stress et les difficultés de l'élaboration des premiers Paris-Dakar y ayant contribué.
En 1985, Thierry Sabine organise le « Raid Blanc », une épreuve hors-piste dans la neige qui dure une semaine, avec montées en peau de phoque, descentes à ski, nuits sous igloos construits par les chasseurs alpins, ski de fond et slalom, qui se déroule aux Arcs, à Val d'Isère, en Italie dans les Dolomites, hors vacances scolaires, en avril 1985.
Il organise La Croisière Bleue en Belgique, d'Est en Ouest, course qui rencontre un grand succès.
Il organise aussi un concours hippique à Lyon, un retour en arrière sur sa carrière de cavalier.
Il écrit le livre Paris Dakar avec Isabelle Bich de Dufourcq aux Editions Du Chêne.

### Mort brutale, le 14 janvier 1986
Sur le Dakar, l'étape Niamey-Rharous, longue de 843 kilomètres, débute le 14 janvier 1986 à 4 heures du matin. Directeur du rallye, Thierry Sabine en donne le départ. Le climat est capricieux, un vent de sable non négligeable se lève. Il décroîtra durant l'après-midi.
La matinée bien entamée, Thierry Sabine et Daniel Balavoine se rejoignent à l'aéroport de Niamey afin de partir pour Gao. Arrivés à 10 h 30, ils s'entretiennent avec le gouverneur malien au sujet des pompes à eau. L'ambiance est animée car beaucoup de problèmes subsistent dans le bon déroulement de l'action humanitaire : les autorités bloquent les camions des Paris du cœur, qui ne peuvent ainsi faire route vers le Mali. Les échanges se prolongeront jusqu'à 16 heures.
Peu après, il propose à Daniel Balavoine de le suivre afin de donner le coup d'envoi d'un match de football opposant l'équipe de Gao à celle de Mopti, match organisé dans le cadre du Paris-Dakar. La cérémonie s'éternise ; d'autant plus que le gouverneur ayant fait le déplacement, le chanteur en profite pour poursuivre la discussion.
L'hélicoptère de Thierry Sabine, piloté par François-Xavier Bagnoud, est prêt et doit initialement embarquer 5 personnes, pilote compris : Thierry Sabine, Jean-Paul Le Fur, technicien radio, ainsi que Jean-Luc Roy et Yann Arthus-Bertrand. Ces deux derniers s'apprêtent à filmer et photographier comme tous les jours le secteur Gao-Gourma. Un avion en provenance de Bamako se pose entre-temps. Ils proposent alors de céder leurs places et préfèrent prendre l'avion pour rentrer. Il est 17 heures, le jour décline et la météo se dégrade progressivement, le vent se relève. Thierry Sabine, se souvenant que le chanteur lui réclamait inlassablement un baptême de l'air en hélicoptère, lui attribue au dernier moment le siège de Gérard Mérigaud, directeur des sports de la chaîne Antenne 2 qui a fait retour sur Paris en raison du décès de sa mère. Daniel Balavoine, un peu anxieux, hésite, puis finit par monter à bord pressé par le temps.
À 17 h 15, l'appareil décolle et doit rejoindre le bivouac de Gourma-Rharous, arrivée de l'étape. Il leur faut parcourir environ deux cents kilomètres depuis Gao dans des conditions délicates. Les passagers respectifs sont donc Thierry Sabine, Daniel Balavoine, François-Xavier Bagnoud , Jean-Paul Le Fur 
Vers 18 h 10, ils s'arrêtent une première fois à Gossi au départ de la deuxième épreuve chronométrée ; Thierry Sabine en profite pour discuter avec des concurrents. Le vent de sable se faisant de plus en plus fort, il leur faut repartir d'autant plus que leur hélicoptère n'est pas équipé pour voler de nuit. La jeune journaliste Nathalie Odent présente sur les lieux monte spontanément à bord, comme elle a l'habitude de le faire chaque jour avec n'importe quel appareil de la course. Elle occupe ainsi la dernière place vacante.
La nuit étant tombée,  à vingt-deux kilomètres de Gourma, ils n'ont d'autres choix que de se poser en urgence, toute progression étant désormais impossible. Il est 19 heures, Thierry Sabine sort et croise une voiture. D'un ton calme et rassurant, il demande aux pilotes de signaler leur position au bivouac afin de réquisitionner un véhicule et de les ramener.
Mais inexplicablement, alors que tout danger était désormais écarté, l'appareil va redécoller et progresser avec comme seul repère au sol les feux arrière d'un 4x4 ; les deux concurrents à l'intérieur seront témoins de la filature. Volant en rase-mottes et balayé par la tempête, l'engin tangue dangereusement. L'hélicoptère sévèrement désorienté passe sur l'avant droit du véhicule avec une vitesse sol très élevée.

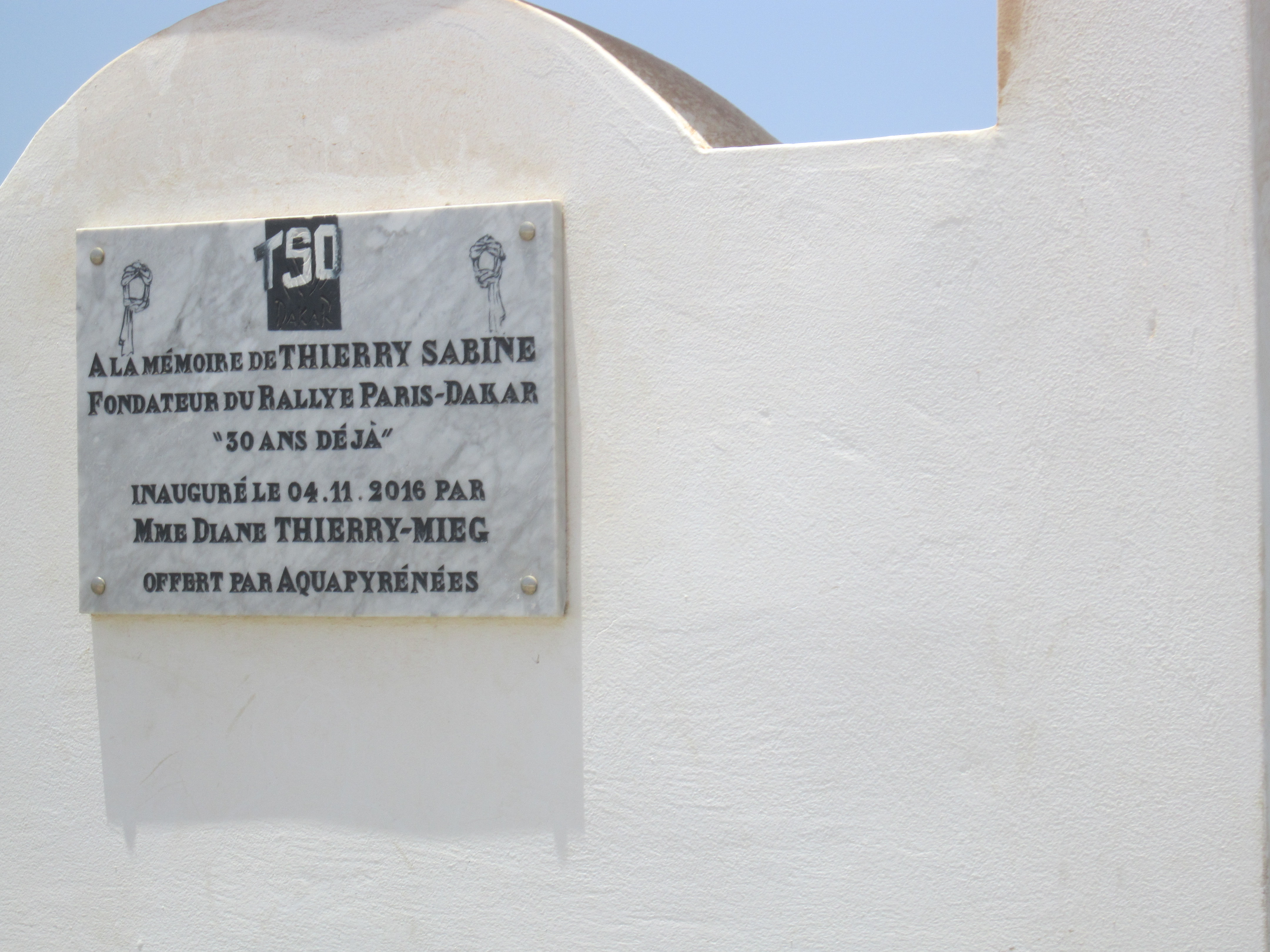
Stèle à la mémoire de Thierry Sabine, au lac Rose.

Il heurte un arbre avec l'avant du patin droit et part en looping en se désintégrant sur plus de 150 mètres. Il est alors 19 h 20 ; l'accident se produit à seulement huit kilomètres de Gourma-Rharous (approx. 16° 49′ 42″ N, 1° 51′ 01″ O). Les cinq passagers sont tués sur le coup ; Thierry Sabine meurt, avec le chanteur français Daniel Balavoine, la journaliste Nathalie Odent, le pilote de l'hélicoptère François-Xavier Bagnoud et le technicien-radio Jean-Paul Le Fur.
Il est inhumé au cimetière intercommunal des Joncherolles à Villetaneuse. Une stèle est érigée à sa mémoire dans le Ténéré et le lieu est alors baptisé « Arbre de Thierry Sabine », en raison de l'acacia solitaire qui y pousse. 
Il avait eu une fille, Émilie, avec sa dernière compagne, Suzanne Fournais,.

## Films et émissions de télévision posthumes
- Le 22 février 1986, peu après son décès, l'émission qu'il animait « Les Nouveaux aventuriers » lui a rendu un hommage[19].
- Un film posthume dans lequel il apparaît dans une scène en jouant son propre rôle Un homme et une femme : Vingt ans déjà, est sorti en 1986[20].

## Polémiques sur l'accident
Malgré tout, de nombreuses zones d'ombres demeurent. En effet, diverses polémiques ont fait leur apparition quelques jours seulement après le drame. Thierry Sabine a été accusé d'être en fait aux commandes ce jour-là, idée démentie relativement rapidement. Puis une possible bavure militaire est évoquée, car l'appareil survolait alors une zone de conflits. Des véhicules auraient même reçu des balles. Cette hypothèse est toujours discutée.
Enfin, certains se sont penchés sur l'objet de leur redécollage. La seule et unique cause qui ait été avancée fut la thèse de la blessure se fondant sur la découverte de gazes à l'endroit de leur arrêt. Morsure de serpent, piqûre de scorpion ou tout autre traumatisme suffisamment grave pour s'envoler en urgence et ainsi arriver le plus vite possible. Le rapport d'accident a été établi par l'Aérospatiale, le BEA (Bureau d'Enquêtes et d'Analyses) et la Direction du Contrôle de la Sécurité et de la Sûreté, ANAC Mali.

## Pour approfondir

#### Documentaires
- Les grands drames du sport : Dakar, le 14 janvier 1986, RMC Découverte, 13 janvier 2015.
- Il était une fois Thierry Sabine (de Richard Coffin, Gaël Robic et Laurent Bourdu), Stade 2, 3 janvier 2016.

#### Ouvrages
- Jean-Luc Roy, L'Arbre perdu du Ténéré : La grande aventure du Paris-Dakar, Albin-Michel, 1986.
- Jean-Luc Roy, Thierry Sabine : L'homme qui déplaçait les dunes, Olivier Orban, 1986.
- Christian Van Ryswyck, (photos de Yann Arthus-Bertrand), Thierry Sabine : Le Dakar 1986, éditeur Le Chêne, 4 février 1987  (ISBN 978-2851084248).
- Emmanuel Bayle, Les grands dirigeants du sports : 23 portraits et stratégies de management, Chapitre 7 (pages 135-150), Editions de Boeck, Social Science, 2014.
- Denis Huisman et Jocelyne Langlois, La Grande Aventure de la communication (Chapitre: Génération 1971), Librairie Séguier, 2015.
- Le Nouveau Détective, La mort des cinq aventuriers du Paris-Dakar, no 175 du 23 janvier 1986.

### Vidéo INA
- Interview posthume de Suzanne Fournais sur Thierry Sabine et les rallyes (1988), sur INA.fr